# غراهام وود (لاعب هوكي الحقل)
غراهام وود (بالإنجليزية: Graham Wood)‏ هو لاعب هوكي الحقل أسترالي، ولد في 24 يونيو 1936.

## وصلات خارجية
- غراهام وود على موقع أوليمبيديا (الإنجليزية)
- غراهام وود على موقع اللجنة الأولمبية الأسترالية (الإنجليزية)